# Hong Kong Movie Database
L'Hong Kong Movie Database (香港影庫), noto anche come HKMDB, è un database online bilingue cinese / inglese di informazioni cinematografiche di Hong Kong creato da Ryan Law nel 1998 per fornire informazioni sulla cinematografia eseguito nell'ex colonia britannica e i suoi autori.
Law, un giovane appassionato di film di Hong Kong, ha creato il sito Web Ryan's Movieplex (in seguito chiamato Movieworld Hong Kong) all'età di 21 anni. Con la collaborazione di più fan, nel 1996 ha creato il suo primo database di film bilingui, Hong Kong MovieBase. Due anni dopo ha fondato la sua terza pagina: l'HKMDB, utilizzando le informazioni contenute nella vecchia Hong Kong Cinema Home Page and Searchable Database e l'Hong Kong MovieBase, che si è gradualmente esteso a oltre 21.000 film e 93.000 cineasti da Hong Kong, Repubblica popolare cinese e Taiwan.